# أكريسول
أكريسول هو نوع من التربة حسب تصنيف منظمة الأغذية والزراعة. وهي غنية بالطين وترتبط بالمناخات والرطبة الاستوائية مثل تلك التي توجد في البرازيل وغالبا ما تدعم مناطق الغابات. وهي واحدة من المجموعات التربة ال 30 الرئيسية في العالم ضمن نظام تصنيف التربة الدولي.
الخصوبة المنخفضة لتربة الأكريسول وكميات السامة من الألومنيوم الموجودة فيها تشكل القيود المفروضة على استخدامها زراعياً، ولكن يحبذ استخدامها لصالح أماكن زِراعَة الأحراجِ أو الغابات والمراعي كثافة منخفضة والمناطق المحمية. المحاصيل التي يمكن زراعتها بنجاح إذا يسمح المناخ تشمل الشاي، شجرة المطاط وزيت النخيل والبن وقصب السكر.